# Alfred Nawrath
Ernst Alfred Nawrath (* 21. Juli 1890 in Karge; † 14. Dezember 1970 in Las Palmas de Gran Canaria) war ein deutscher Altphilologe und bremischer Bildungs- und Kulturbeamter, der vor allem mit seinen Veröffentlichungen als Forschungsreisender und Fotograf Bekanntheit erlangte.

## Leben
Alfred Nawrath legte 1909 das Abitur am Städtischen Gymnasium in Liegnitz ab und studierte anschließend von 1909 bis 1913 an der Universität Breslau. Am 27. März 1914 wurde er bei dem Altphilologen Richard Foerster promoviert.

### Tätigkeit als Lehrer
Im Juli und Oktober 1914 legte er die Lehramtsprüfung in Latein, Griechisch und Erdkunde ab. 1914 begann er seine Tätigkeit im Gymnasialdienst in Oppeln und wechselte 1915 nach Breslau.
1918 wurde er zunächst Hilfslehrer, dann Studienrat am Alten Gymnasium in Bremen; dort wurde er im März 1933 „aus politischen Gründen“ als Oberstudienrat zunächst beurlaubt, dann entlassen.

### Tätigkeit als Reiseschriftsteller und Fotograf
In den Jahre nach seiner Entlassung war er ohne feste Anstellung. Bereits in seinen frühen Jahren hatte er 16 Artikel für Paulys Realencyclopädie der classischen Altertumswissenschaft (RE) geschrieben. Seit den 1920er Jahren war seine Leidenschaft das Reisen und Fotografieren. 1923 reiste er als einer der ersten westlichen Fotografen nach Georgien.
Nach seiner Entlassung aus dem Schuldienst unternahm er ab 1933 mehrmonatige Forschungsreisen nach Britisch-Indien, China und Japan. In der Folge erschienen Bildbände mit Fotos und Bildbeschreibungen Nawraths. Die Fotos wurden auch in Ausstellungen in Berlin, Leipzig und Zürich gezeigt. 1935 wurde er Mitglied (Fellow) der Royal Photographic Society, seine Fotos wurde im Palais der RPS in London ausgestellt. Da er nicht Mitglied in der Reichsschrifttumskammer war, wurde ihm ein Publikationsverbot auferlegt.

### Nach 1945: Entnazifizierungstätigkeit und Aufgaben im Bildungs- und Kulturwesen Bremens
Im Mai 1945 wurde der politisch unbelastete und parteilose Nawrath in Bremen zum Präsidenten der Kampfgemeinschaft gegen den Faschismus gewählt. Er übte entscheidenden Einfluss auf Spruchkammerverfahren hochrangiger Bremer NSDAP-Mitglieder aus, wie z. B. im Fall Hinrich Knittermeyers, der in der Folge seinen Posten als Direktor der Bremer Staatsbibliothek räumen musste.
Am 3. August 1945 wurde Nawrath auf Veranlassung der amerikanischen Militärregierung zum Oberregierungsrat ernannt und ihm die Leitung der Behörde für Kunst und Wissenschaft im Geschäftsbereich des Senators für Schulen und Erziehung übertragen, ebenso das Amt als Intendant der bremischen Theater. Am 22. Januar 1946 wurde er unter Entbindung von seinem bisherigen Amt zum Direktor des Städtischen Museums für Natur-, Völker- und Handelskunde ernannt. Dieses Amt muss er am 23. Juni 1947 niederlegen; er ging in Pension. Wie schon in seiner Zeit am Alten Gymnasium stießen sich auch im Übersee-Museum Kollegen und Vorgesetzte an Nawraths Außenseiterposition, seiner Exzentrik, Selbstbezogenheit und an dessen politischer Einstellung, wobei Neid sowie politisch-konservative Gegnerschaft und sicher auch Revanche für seine offensiv betriebene Unterstützung der Entnazifizierungsaktivitäten eine Rolle spielten. Senator Theodor Spitta, in der NS-Zeit tätig in der Rechtsabteilung des Regierenden Bürgermeisters und SA-Gruppenführers Heinrich Böhmcker, sah den antifaschistischen Kampfbund sogar als vorwiegend bolschewistisch dominiert und problematisierte die Entnazifizierungsmaßnahmen. Sein Verhältnis zu Nawrath war seit den frühen 1920er Jahren belastet und über Nawrath äußerte er sich nach 1945 mit Häme.

### Aktivitäten nach 1947
Im Sommer 1947 machte Nawrath in Bremen mehr als 200 Aufnahmen mit einer Plattenkamera, die eine einmalige Dokumentation der zerstörten Stadt darstellen; seit 2015 befinden sich diese im Staatsarchiv Bremen.
1949 reiste er auf Einladung des damaligen Ministerpräsidenten Jawaharlal Nehru nach Indien.

## Privates und Tod
Nawrath blieb unverheiratet und war kinderlos. Bis zu ihrem Tod 1953 lebte er mit seiner Mutter in Bremen zusammen. 1970 starb er auf dem Weg nach Marokko in Las Palmas de Gran Canaria und wurde dort auf dem Cemeterio del Puerto de la Luz bestattet. Das Grab wurde 1983 auf Veranlassung des damaligen Bundespräsidenten Karl Carstens, der in Bremen sein Schüler gewesen war, erneuert und unbefristet erworben und auf Privatkosten Carstens’ mit einer Gedenktafel versehen.

## Veröffentlichungen (Auswahl)
- De Graecorum ritibus nuptialibus e vasculis demonstrandis. Dissertation Breslau 1914 (Digitalisat).
- Mit Voigtländer-„Bergheil“-Kamera kreuz und quer im Kaukasus. Eine Reise in Bildern. Voigtländer, Braunschweig 1924.
- Im Reiche der Medea. Kaukasische Fahrten und Abenteuer. F. A. Brockhaus, Leipzig 1924.
- Arabische Miniaturen. In:  Die Woche 31. März 1928, S. 402–404.
- Hans von der Gabelentz: Steinerne Wunder. Erlebnisse einer Indienfahrt. Mit eigenen Aufnahmen von Alfred Nawrath. Heling, Leipzig 1935.
- Indien und China. Meisterwerke der Baukunst und Plastik. Schroll, Wien 1938.
- Das Nordmeer und seine Gestade. Heling, Leipzig 1941.
- Ludwig Curtius: Das antike Rom. Aufnahmen von Alfred Nawrath. Schroll, Wien 1944.
- Heinrich M. Schwarz: Sizilien. Kunst, Kultur, Landschaft. Mit 220 Abbildungen nach Aufnahmen von Alfred Nawrath u. a. Schroll, Wien 1945.
- Unsterbliches Indien. Landschaft, Volksleben, Meisterwerke der Baukunst und Plastik aus Indien und Pakistan, Burma und Ceylon. Schroll, Wien 1956.
- Island. Impressionen einer heroischen Landschaft. Kümmerly & Frey, Bern 1959.
- Land der Mitternachtssonne. Andermann, München/Wien 1959.
- Ägypten. Land zwischen Sand und Strom. Kümmerly & Frey, Bern 1963.
- Norwegen. Kümmerly & Frey, Bern 1964.
- Aegaeis. Peloponnes – Sporaden – Cypern. Kümmerly & Frey, Bern 1966.